# IC 1163
IC 1163 — галактика типу E (еліптична галактика) у сузір'ї Змія.
Цей об'єкт міститься в оригінальній редакції індексного каталогу.